# Corchorus aquaticus
Corchorus aquaticus är en malvaväxtart som beskrevs av Henry Hurd Rusby. Corchorus aquaticus ingår i släktet Corchorus och familjen malvaväxter. Inga underarter finns listade i Catalogue of Life.